# Rilland-Baths järnvägsstation
Rilland-Baths järnvägsstation är en järnvägsstation i kommunen Reimerswaal i den nederländska provinsen Zeeland. Stationen ligger på järnvägslinjen Zeeuwselinjen mellan Roosendaal och Vlissingen. Stationen ligger på den andra sidan av länsväg A58, omkring en kilometer nordväst om samhället Rilland.
Stationsbyggnaden öppnades 1872. En ny byggnad uppfördes 1951 av arkitekt Sybold van Ravesteyn. Denna station revs dock på våren 2006. Under det första halvåret av 2006 stannade lokaltåget Roosendaal–Vlissingen vid stationen en gång i timmen, i båda riktningar.